# 斯圖坎比斯角
斯圖坎比斯角（俄语：Мыс Стукамбис），日治时期称法华岬（日语：／），是萨哈林岛西部的海角，由火山活动形成；沿海岸向北有拉馬農角、奧爾洛夫角和伊兹利梅捷夫角，南距列昂捷夫角75公里。